# Варнава Гефсиманский
Варнава Гефсиманский (в миру — Василий Ильич Меркулов; 24 января 1831 — 17 февраля 1906) — иеромонах Гефсиманского скита Троице-Сергиевой лавры, святой Русской православной церкви.

## Биография
Родился 24 января 1831 года в селе Прудищи Тульской области. Родители Василия, Илья и Дарья Меркуловы, были крепостными крестьянами.
23 декабря 1857 года он становится послушником Гефсиманского скита Троице-Сергиевой лавры, и лишь спустя почти десять лет, 20 ноября 1866 года, принимает монашеский постриг с именем Варнава. В 1871 году рукоположен в иеродиакона, 10 января 1872-го — в иеромонаха, а ещё некоторое время спустя наместник Лавры утвердил его в звании народного духовника Пещер Гефсиманского скита. С этого момента начинается известность Варнавы среди верующих. За его благословением идут паломники из многих уголков России. В свидетельствах общавшихся с ним современников содержится много примеров прозорливости старца. В январе 1905 года на исповедь к Варнаве ходил император Николай II.

## Канонизация
В 1989 году на Архиерейском Соборе поднят вопрос о канонизации иеромонаха Варнавы. После изучения материалов Председатель комиссии по канонизации митрополит Ювеналий доложил Патриарху Алексию II о возможности канонизации старца Варнавы. 30 сентября 1994 года Патриарх направил письмо наместнику Троице-Сергиевой Лавры архимандриту Феогносту, в котором сообщил, что комиссия единогласно пришла к выводу о возможности причисления иеромонаха Варнавы (Меркулова) к лику местночтимых святых Московской епархии в сонме Радонежских святых. В 1995 году, в день Собора Радонежских святых, в Успенском Соборе Московского Кремля Святейшим Патриархом была совершена канонизация иеромонаха Варнавы (Меркулова).